# 1992년 메이저 리그 베이스볼 확장 드래프트
1992년 메이저 리그 베이스볼 확장 드래프트(1992 MLB Expansion Draft)는 1992년 11월 17일 열린 메이저 리그 베이스볼의 확장 드래프트로 1993년에 콜로라도 로키스가 내셔널 리그 서부 지구에, 플로리다 말린스가 내셔널 리그 동부 지구에 가입함에 따라 이뤄졌다.
지명 선수를 내줘야 되는 기존 구단은 15명의 선수를 지명되지 못하도록 보호선수로 지정할 수 있고, 한 라운드가 지날 때마다 내셔널리그는 3명, 아메리칸리그는 4명을 추가로 보호선수 지정을 할 수 있다. 또한 1991년 메이저 리그 드래프트와 1992년 메이저 리그 드래프트에서 지명된 선수와 1990년 이후 계약할 때 18세 이하 선수는 지명할 수 없다.

## 드래프트 결과
| 라운드 | 지명순위 | 선수              | 포지션       | 이전 소속팀           | 이후 소속팀     |
| ------ | -------- | ----------------- | ------------ | --------------------- | --------------- |
| 1      | 1        | David Nied        | (우)투수     | 애틀란타 브레이브스   | 콜로라도 로키스 |
| 1      | 2        | Nigel Wilson      | 외야수       | 토론토 블루제이스     | 플로리다 말린스 |
| 1      | 3        | Jose Martinez     | (우)투수     | 뉴욕 메츠             | 플로리다 말린스 |
| 1      | 4        | Charlie Hayes     | 3루수        | 뉴욕 양키스           | 콜로라도 로키스 |
| 1      | 5        | Bret Barberie     | 유격수       | 몬트리올 엑스포스     | 플로리다 말린스 |
| 1      | 6        | Darren Holmes     | (우)투수     | 밀워키 브루어스       | 콜로라도 로키스 |
| 1      | 7        | Trevor Hoffman    | (우)투수     | 신시네티 레즈         | 플로리다 말린스 |
| 1      | 8        | Jerald Clark      | 외야수       | 샌디에이고 파드리스   | 콜로라도 로키스 |
| 1      | 9        | Pat Rapp          | (우)투수     | 샌프란시스코 자이언츠 | 플로리다 말린스 |
| 1      | 10       | Kevin Reimer      | 외야수       | 텍사스 레인저스       | 콜로라도 로키스 |
| 1      | 11       | Greg Hibbard      | (좌)투수     | 시카고 화이트삭스     | 플로리다 말린스 |
| 1      | 12       | Eric Young        | 2루수        | LA 다저스             | 콜로라도 로키스 |
| 1      | 13       | Chuck Carr        | 외야수       | 세인트루이스 카디널스 | 플로리다 말린스 |
| 1      | 14       | Jody Reed         | 2루수        | 보스턴 레드삭스       | 콜로라도 로키스 |
| 1      | 15       | Darrell Whitmore  | 외야수       | 클리블랜드 인디언스   | 플로리다 말린스 |
| 1      | 16       | Scott Aldred      | (좌)투수     | 디트로이트 타이거스   | 콜로라도 로키스 |
| 1      | 17       | Eric Helfand      | 포수         | 오클랜드 애슬레틱스   | 플로리다 말린스 |
| 1      | 18       | Alex Cole         | 외야수       | 피츠버그 파이리츠     | 콜로라도 로키스 |
| 1      | 19       | Bryan Harvey      | (우)투수     | 캘리포니아 에인절스   | 플로리다 말린스 |
| 1      | 20       | Joe Girardi       | 포수         | 시카고 컵스           | 콜로라도 로키스 |
| 1      | 21       | Jeff Conine       | 1루수/외야수 | 캔자스시티 로열스     | 플로리다 말린스 |
| 1      | 22       | Willie Blair      | (우)투수     | 휴스턴 애스트로스     | 콜로라도 로키스 |
| 1      | 23       | Kip Yaughn        | (우)투수     | 볼티모어 오리올스     | 플로리다 말린스 |
| 1      | 24       | Jay Owens         | 포수         | 미네소타 트윈스       | 콜로라도 로키스 |
| 1      | 25       | Jesus Tavarez     | 외야수       | 시애틀 매리너스       | 플로리다 말린스 |
| 1      | 26       | Andy Ashby        | (우)투수     | 필라델피아 필리스     | 콜로라도 로키스 |
| 2      | 27       | Carl Everett      | 외야수       | 뉴욕 양키스           | 플로리다 말린스 |
| 2      | 28       | Freddie Benavides | 유격수       | 신시네티 레즈         | 콜로라도 로키스 |
| 2      | 29       | Dave Weathers     | (우)투수     | 토론토 블루제이스     | 플로리다 말린스 |
| 2      | 30       | Roberto Mejia     | 2루수        | LA 다저스             | 콜로라도 로키스 |
| 2      | 31       | John Johnstone    | (우)투수     | 뉴욕 메츠             | 플로리다 말린스 |
| 2      | 32       | Doug Bochtler     | (우)투수     | 몬트리올 엑스포스     | 콜로라도 로키스 |
| 2      | 33       | Ramon Martinez    | 유격수       | 피츠버그 파이리츠     | 플로리다 말린스 |
| 2      | 34       | Lance Painter     | (좌)투수     | 샌디에이고 파드리스   | 콜로라도 로키스 |
| 2      | 35       | Steve Decker      | 포수         | 샌프란시스코 자이언츠 | 플로리다 말린스 |
| 2      | 36       | Butch Henry       | (좌)투수     | 휴스턴 애스트로스     | 콜로라도 로키스 |
| 2      | 37       | Cris Carpenter    | (우)투수     | 세인트루이스 카디널스 | 플로리다 말린스 |
| 2      | 38       | Ryan Hawblitzel   | (우)투수     | 시카고 컵스           | 콜로라도 로키스 |
| 2      | 39       | Jack Armstrong    | (우)투수     | 클리블랜드 인디언스   | 플로리다 말린스 |
| 2      | 40       | Vinny Castilla    | 유격수       | 애틀란타 브레이브스   | 콜로라도 로키스 |
| 2      | 41       | Scott Chiamparino | (우)투수     | 텍사스 레인저스       | 플로리다 말린스 |
| 2      | 42       | Brett Merriman    | (우)투수     | California Angels     | 콜로라도 로키스 |
| 2      | 43       | Tom Edens         | (우)투수     | 미네소타 트윈스       | 플로리다 말린스 |
| 2      | 44       | Jim Tatum         | 3루수        | 밀워키 브루어스       | 콜로라도 로키스 |
| 2      | 45       | Andres Berumen    | (우)투수     | 캔자스시티 로열스     | 플로리다 말린스 |
| 2      | 46       | Kevin Ritz        | (우)투수     | 디트로이트 타이거스   | 콜로라도 로키스 |
| 2      | 47       | Robert Person     | (우)투수     | 시카고 화이트삭스     | 플로리다 말린스 |
| 2      | 48       | Eric Wedge        | 포수/1루수   | 보스턴 레드삭스       | 콜로라도 로키스 |
| 2      | 49       | Jim Corsi         | (우)투수     | 오클랜드 애슬레틱스   | 플로리다 말린스 |
| 2      | 50       | Keith Shepherd    | (우)투수     | 필라델피아 필리스     | 콜로라도 로키스 |
| 2      | 51       | Richie Lewis      | (우)투수     | 볼티모어 오리올스     | 플로리다 말린스 |
| 2      | 52       | Calvin Jones      | (우)투수     | 시애틀 매리너스       | 콜로라도 로키스 |
| 3      | 53       | Danny Jackson     | (좌)투수     | 피츠버그 파이리츠     | 플로리다 말린스 |
| 3      | 54       | Brad Ausmus       | 포수         | 뉴욕 양키스           | 콜로라도 로키스 |
| 3      | 55       | Bob Natal         | 포수         | 몬트리올 엑스포스     | 플로리다 말린스 |
| 3      | 56       | Marcus Moore      | (우)투수     | 토론토 블루제이스     | 콜로라도 로키스 |
| 3      | 57       | Jamie McAndrew    | (우)투수     | LA 다저스             | 플로리다 말린스 |
| 3      | 58       | Armando Reynoso   | (우)투수     | 애틀란타 브레이브스   | 콜로라도 로키스 |
| 3      | 59       | Junior Felix      | 외야수       | 캘리포니아 에인절스   | 플로리다 말린스 |
| 3      | 60       | Steve Reed        | (우)투수     | 샌프란시스코 자이언츠 | 콜로라도 로키스 |
| 3      | 61       | Kerwin Moore      | 외야수       | 캔자스시티 로열스     | 플로리다 말린스 |
| 3      | 62       | Mo Sanford        | (우)투수     | 신시네티 레즈         | 콜로라도 로키스 |
| 3      | 63       | Ryan Bowen        | (우)투수     | 휴스턴 애스트로스     | 플로리다 말린스 |
| 3      | 64       | Pedro Castellano  | 3루수        | 시카고 컵스           | 콜로라도 로키스 |
| 3      | 65       | Scott Baker       | (좌)투수     | 세인트루이스 카디널스 | 플로리다 말린스 |
| 3      | 66       | Curtis Leskanic   | (우)투수     | 미네소타 트윈스       | 콜로라도 로키스 |
| 3      | 67       | Chris Donnels     | 3루수        | 뉴욕 메츠             | 플로리다 말린스 |
| 3      | 68       | Scott Fredrickson | (우)투수     | 샌디에이고 파드리스   | 콜로라도 로키스 |
| 3      | 69       | Monty Fariss      | 외야수       | 텍사스 레인저스       | 플로리다 말린스 |
| 3      | 70       | Braulio Castillo  | 외야수       | 필라델피아 필리스     | 콜로라도 로키스 |
| 3      | 71       | Jeff Tabaka       | (좌)투수     | 밀워키 브루어스       | 플로리다 말린스 |
| 3      | 72       | Denis Boucher     | (좌)투수     | 클리블랜드 인디언스   | 콜로라도 로키스 |